# Fenghuang Hu
Fenghuang Hu är en sjö i Kina. Den ligger i provinsen Fujian, i den sydöstra delen av landet, omkring 58 kilometer väster om provinshuvudstaden Fuzhou. I omgivningarna runt Fenghuang Hu växer i huvudsak blandskog.
Genomsnittlig årsnederbörd är 2 187 millimeter. Den regnigaste månaden är augusti, med i genomsnitt 344 mm nederbörd, och den torraste är oktober, med 25 mm nederbörd.